# Luigi Gonzaga del Liechtenstein
Luigi Gonzaga Giuseppe Francesco di Paola Teodoro del Liechtenstein, noto anche col nome tedesco di Alois Gonzaga von Liechtenstein (Vienna, 1º aprile 1780 – Praga, 4 novembre 1833), è stato un generale austriaco.
Fu Feldzeugmeister dell'esercito imperiale.

## Biografia
Luigi Gonzaga del Liechtenstein era il figlio minore del feldmaresciallo imperiale e principe Carlo Borromeo del Liechtenstein (1730–1789) e di sua moglie, Maria Eleonora di Oettingen-Spielberg (1745–1812). Era membro quindi di un ramo collaterale della casata dei principi del Liechtenstein. Luigi, come suo padre e i suoi fratelli prima di lui, intraprese ancora giovanissimo la carriera militare. Suo fratello, nello specifico, era il feldmaresciallo imperiale Maurizio del Liechtenstein.
Nel 1798 si arruolò nell'esercito imperiale con il 22º reggimento di fanteria e venne promosso tenente al seguito. Nella seconda coalizione prese parte alla battaglia di Ostrach (21 marzo 1799) ove ebbe il proprio battesimo del fuoco. Promosso capitano, prese parte alla campagna militare in Svizzera e combatté nella battaglia di Pfungen (28 maggio 1799). Dal 1800 venne promosso al rango di maggiore ed entrò a far parte di un reggimento di fanteria.
Nella campagna del 1800, servì sotto il comando del tenente generale principe Enrico XV di Reuss zu Plauen. L'11 e 14 giugno 1801, il suo reggimento venne coinvolto nelle due battaglie che si tennero presso Schongau am Lech. Nonostante fosse stato ferito, continuò a combattere alla guida dei propri uomini sino a quando una palla di cannone francese non lo colpì alla gamba sinistra, rompendogliela. Venne quindi catturato dai francesi e rilasciato solo dopo la firma della pace. Al suo ritorno in servizio, venne promosso al grado di tenente colonnello nel gennaio del 1801 e gli venne conferita la croce di cavaliere dell'Ordine Militare di Maria Teresa per il valore dimostrato in battaglia. Nel corso della guerra della terza coalizione, raggiunse il grado di colonnello ed ottenne il comando del 12º reggimento di fanteria col quale servì sotto il feldmaresciallo luogotenente Karl Mack von Leiberich in Svevia nel 1805. Le sue truppe combatterono ad Haslach (11 ottobre) ed a Söflingen e il 20 ottobre 1805, l'intera guarnigione imperiale di Ulma cadde prigioniera dei francesi.
Promosso maggiore generale nel 1809, divenne colonnello proprietario del 12º reggimento di fanteria. Come comandante della III brigata austriaca divenne parte del corpo d'armata del tenente generale principe Federico Francesco Saverio di Hohenzollern-Hechingen nella campagna militare del 1809 in Baviera e sul Danubio. Il principe ebbe modo di distinguersi il 19 aprile 1809 insieme a suo fratello Maurizio nella battaglia di Teugn-Hausen, dove venne ferito diverse volte ed a seguito della quale dovette essere trasferito d'urgenza a Vienna per essere sottoposto ad un intervento chirurgico. Il 6 maggio, l'imperatore Francesco I d'Austria si affrettò personalmente a portarsi presso il suo letto d'ospedale e gli concesse seduta stante la croce di commendatore dell'Ordine Militare di Maria Teresa. Malgrado non si fosse ancora del tutto rimesso dalle ferite subite, nel 1812 chiese ed ottenne di tornare sul campo per riprendere il controllo della sua brigata, ora sotto il comando del feldmaresciallo principe Karl Philipp Schwarzenberg. Oltre a partecipare alla Battaglia di Gorodechno, degne di nota furono anche le sue azioni nelle battaglie di Wyzna (25 agosto) e Wyczulki (8 ottobre 1812).
Nella guerra di liberazione del 1813, guidò una divisione di fanteria nel corpo d'armata del feldmaresciallo conte Ignácz Gyulay come feldmaresciallo luogotenente. Nella battaglia di Dresda (26 agosto), salvò miracolosamente l'ala sinistra del corpo d'armata del principe Schwarzenberg dall'annientamento totale. Divenuto coi suoi uomini parte del II corpo d'armata sotto il comando del generale di cavalleria Maximilian Friedrich von Merveldt, combatté nella battaglia delle nazioni nei pressi di Lipsia. Il 16 ottobre, mostrò grande coraggio nella battaglia di Dölitz e prese il comando del suo corpo d'armata dopo la cattura del generale von Merveldt. Il 9 novembre, le sue truppe presero parte alla battaglia di Hochheim, portandosi in seguito su Kastel e quindi su Magonza. Nella campagna del 1814 si portò alla testa del suo corpo presso Basilea, combattendo a Fort Joux ed a Saint Andrèe sino alla resa e poi nuovamente presso Besançon. Nel 1815 venne posto in riserva.
Dopo le guerre napoleoniche e la firma della pace, l'imperatore Francesco I d'Austria lo volle presso di sé come consigliere. Nel dicembre del 1826 venne nominato comandante generale della Moravia e nel luglio del 1829 sino alla propria morte, fu comandante generale in Boemia. Il 21 ottobre venne promosso al grado di Feldzeugmeister e l'imperatore Francesco I gli concesse le insegne dell'Ordine del Toson d'oro.

## Ascendenza
|                                                    |                                       |                                                            | Genitori                                             |  |  | Nonni |  |  | Bisnonni                         |  |  | Trisnonni                      |  |
|                                                    |                                       |                                                            |                                                      |  |  |       |  |  | Filippo Erasmo del Liechtenstein |  |  | Hartmann III del Liechtenstein |  |
|                                                    |                                       |                                                            |                                                      |  |  |       |  |  | Filippo Erasmo del Liechtenstein |  |  | Hartmann III del Liechtenstein |  |
|                                                    |                                       | Sidonia Elisabetta di Salm-Reifferscheidt                  |                                                      |  |  |       |  |  | Filippo Erasmo del Liechtenstein |  |  |                                |  |
| Emanuele del Liechtenstein                         |                                       |                                                            |                                                      |  |  |       |  |  | Filippo Erasmo del Liechtenstein |  |  |                                |  |
|                                                    |                                       | Cristina di Löwenstein-Wertheim-Rochefort                  | Ferdinando Carlo di Löwenstein-Wertheim-Rochefort    |  |  |       |  |  |                                  |  |  |                                |  |
|                                                    |                                       | Cristina di Löwenstein-Wertheim-Rochefort                  | Ferdinando Carlo di Löwenstein-Wertheim-Rochefort    |  |  |       |  |  |                                  |  |  |                                |  |
|                                                    |                                       | Cristina di Löwenstein-Wertheim-Rochefort                  | Anna Maria di Fürstenberg                            |  |  |       |  |  |                                  |  |  |                                |  |
| Carlo Borromeo del Liechtenstein                   |                                       | Cristina di Löwenstein-Wertheim-Rochefort                  |                                                      |  |  |       |  |  |                                  |  |  |                                |  |
|                                                    |                                       | Carlo Ludovico di Dietrichstein                            | Francesco Adamo di Dietrichstein-Hollenburg          |  |  |       |  |  |                                  |  |  |                                |  |
|                                                    |                                       | Carlo Ludovico di Dietrichstein                            | Francesco Adamo di Dietrichstein-Hollenburg          |  |  |       |  |  |                                  |  |  |                                |  |
|                                                    |                                       | Carlo Ludovico di Dietrichstein                            | Maria Cecilia di Trauttmansdorff                     |  |  |       |  |  |                                  |  |  |                                |  |
| Antonia di Dietrichstein-Weichselstädt             |                                       | Carlo Ludovico di Dietrichstein                            |                                                      |  |  |       |  |  |                                  |  |  |                                |  |
|                                                    |                                       | Maria Teresa Anna di Trauttmansdorff                       | Giorgio Sigismondo di Trauttmansdorff                |  |  |       |  |  |                                  |  |  |                                |  |
|                                                    |                                       | Maria Teresa Anna di Trauttmansdorff                       | Giorgio Sigismondo di Trauttmansdorff                |  |  |       |  |  |                                  |  |  |                                |  |
|                                                    |                                       | Maria Teresa Anna di Trauttmansdorff                       | Renata di Wildenstein                                |  |  |       |  |  |                                  |  |  |                                |  |
| Luigi Gonzaga del Liechtenstein                    |                                       | Maria Teresa Anna di Trauttmansdorff                       |                                                      |  |  |       |  |  |                                  |  |  |                                |  |
|                                                    | Antonio Ernesto di Öttingen-Spielberg | Francesco Alberto di Öttingen-Spielberg                    |                                                      |  |  |       |  |  |                                  |  |  |                                |  |
|                                                    | Antonio Ernesto di Öttingen-Spielberg | Francesco Alberto di Öttingen-Spielberg                    |                                                      |  |  |       |  |  |                                  |  |  |                                |  |
|                                                    | Antonio Ernesto di Öttingen-Spielberg | Johanna Margarethe von Schwendi                            |                                                      |  |  |       |  |  |                                  |  |  |                                |  |
| Giovanni Luigi di Öttingen-Spielberg               | Antonio Ernesto di Öttingen-Spielberg |                                                            |                                                      |  |  |       |  |  |                                  |  |  |                                |  |
|                                                    |                                       | Maria Theresia Walburga Eusebia von Waldburg zu Trauchburg | Friedrich Anton Marquard von Waldburg zu Trauchburg  |  |  |       |  |  |                                  |  |  |                                |  |
|                                                    |                                       | Maria Theresia Walburga Eusebia von Waldburg zu Trauchburg | Friedrich Anton Marquard von Waldburg zu Trauchburg  |  |  |       |  |  |                                  |  |  |                                |  |
|                                                    |                                       | Maria Theresia Walburga Eusebia von Waldburg zu Trauchburg | Maria Karoline von Khuenburg                         |  |  |       |  |  |                                  |  |  |                                |  |
| Maria Eleonora di Öttingen-Spielberg               |                                       | Maria Theresia Walburga Eusebia von Waldburg zu Trauchburg |                                                      |  |  |       |  |  |                                  |  |  |                                |  |
|                                                    |                                       | Leopoldo di Schleswig-Holstein-Sonderburg-Wiesenburg       | Federico di Schleswig-Holstein-Sonderburg-Wiesenburg |  |  |       |  |  |                                  |  |  |                                |  |
|                                                    |                                       | Leopoldo di Schleswig-Holstein-Sonderburg-Wiesenburg       | Federico di Schleswig-Holstein-Sonderburg-Wiesenburg |  |  |       |  |  |                                  |  |  |                                |  |
|                                                    |                                       | Leopoldo di Schleswig-Holstein-Sonderburg-Wiesenburg       | Charlotte von Liegnitz                               |  |  |       |  |  |                                  |  |  |                                |  |
| Teresa di Schleswig-Holstein-Sonderburg-Wiesenburg |                                       | Leopoldo di Schleswig-Holstein-Sonderburg-Wiesenburg       |                                                      |  |  |       |  |  |                                  |  |  |                                |  |
|                                                    |                                       | Maria Elisabetta del Liechtenstein                         | Giovanni Adamo Andrea del Liechtenstein              |  |  |       |  |  |                                  |  |  |                                |  |
|                                                    |                                       | Maria Elisabetta del Liechtenstein                         | Giovanni Adamo Andrea del Liechtenstein              |  |  |       |  |  |                                  |  |  |                                |  |
|                                                    |                                       | Maria Elisabetta del Liechtenstein                         | Edmonda Maria di Dietrichstein-Nikolsburg            |  |  |       |  |  |                                  |  |  |                                |  |
|                                                    |                                       | Maria Elisabetta del Liechtenstein                         |                                                      |  |  |       |  |  |                                  |  |  |                                |  |